# ساحارو رنچ
ساحارو رنچ (به انگلیسی: Sahuaro Ranch) یک مزرعه (محل) در ایالات متحده آمریکا است که در شمال خیابان ۵۹ و  ماونتین ویو، گلندیل ، آریزونا ۹۸۰۲۱ واقع شده‌است.